# Hakim al-Nishaburi
'Abu ʿAbd Allah Muḥammad ibn ʿAbd Allah al-Ḥākim al-Nišabūri (arabe : أبو عبدالله محمد بن عبدالله الحاكم النيسابوري) dit al-Ḥakam al-Nishabūri (933 - 1014), était un érudit musulman sunnite, compilateur et spécialiste du hadith, auteur du célèbre Al-Mustadrak `alâ al-Sahîhayn (« Addenda aux Deux Sahihs »). On le surnommait ainsi le Muhaddith (« transmetteur de hadith ») du Khorassan.

## Biographie
Al-Hakam est né à Nichapur (de là son nom : Hakam de Nishapur), dans la province du Khorassan, au nord-est de l'Iran. Le Khorassan et la province de Transoxiane, au nord-est constituaient alors une vaste zone où la science du hadith était florissante . Al-Hakim a commencé l'étude du hadith auprès de son père et d'un oncle, après quoi il s'est rendu en Irak, en 952 afin d'approfondir ses connaissances. Il a donc étudié auprès de maîtres reconnus du hadith au Khorassan, en Transoxiane et en Irak. Il entreprendra un second voyage en Irak en 970, et à cette occasion il accomplit probablement le pèlerinage à La Mecque. Il eut bon nombre d’étudiants parmi lesquels figue l’imam Abû Bakr Al Bayhaqî.
Il commença à rédiger son Mustadrak à l’âge de 72 ans. On rapporte qu'il dit à ce propos : « Je bus l’eau de Zamzam et priai Allâh de m’accorder l’excellence dans la rédaction des ouvrages. »[réf. nécessaire] L’imam Al-Dhahabi (1274-1348) en fit un commentaire afin d’y distinguer les hadiths faibles des authentiques.
Shah Waliullah ad-Dehlawi, un ’âlim du XVIIIe siècle déclare :
« Un mujaddid ["revificateur (de l’islam)"] apparaît à la fin de chaque siècle. Le mujaddid du Ier siècle était l’imam de ahl al-sunna, Umar ibn Abd al-Aziz. Le mujaddid du IIe siècle était l’imam de ahl al-sunna Muhammad Idrîs Al-Chafi'i. Le mujaddid du IIIe siècle était l’imam de ahl al-sunna Abu Hassan Al Ash'ari. Le mujaddid du IVe siècle était Abu Abdullah Al-Hakam Al-Nichapûri. »

## Œuvres
- Al-Mustadrak `alâ al-Sahîhayn
- Al-Abwâb ("Les chapitres")
- Al-Amâlî
- Amâlî al-`Ashiyyât
- Al-Iklîl fî Dalâ'il al-Noubouwwa
- Al-`Ilal
- Mâ Tafarrada bi Ikhrâjihi Kullu Wâhidin min al-Imâmayn
- Al-Madkhal ilâ `Ilm al-Sahîh
- Ma`rifat Anwâ` `Ulûm al-Hadîth
- Muzakkâ al-Akhbâr
- Al-Sahîhân
- Al-Talkhîs
- Fawâ'id al-Nusakh
- Tarâjim al-Musnad `alâ Shart al-Sahîhayn
- Fadâ'id al-Shâfi`î ("Les mérites de al-Châfi`î")
- Fawâ'id al-Khurâsâniyyîn ("Les mérites des gens du Khurâsân")
- Târîkh `Ulamâ' Ahl Naysabûr ("Histoire des oulémas de Nichapour")
- Tarâjim al-Shuyûkh